# Competencia entre Airbus y Boeing

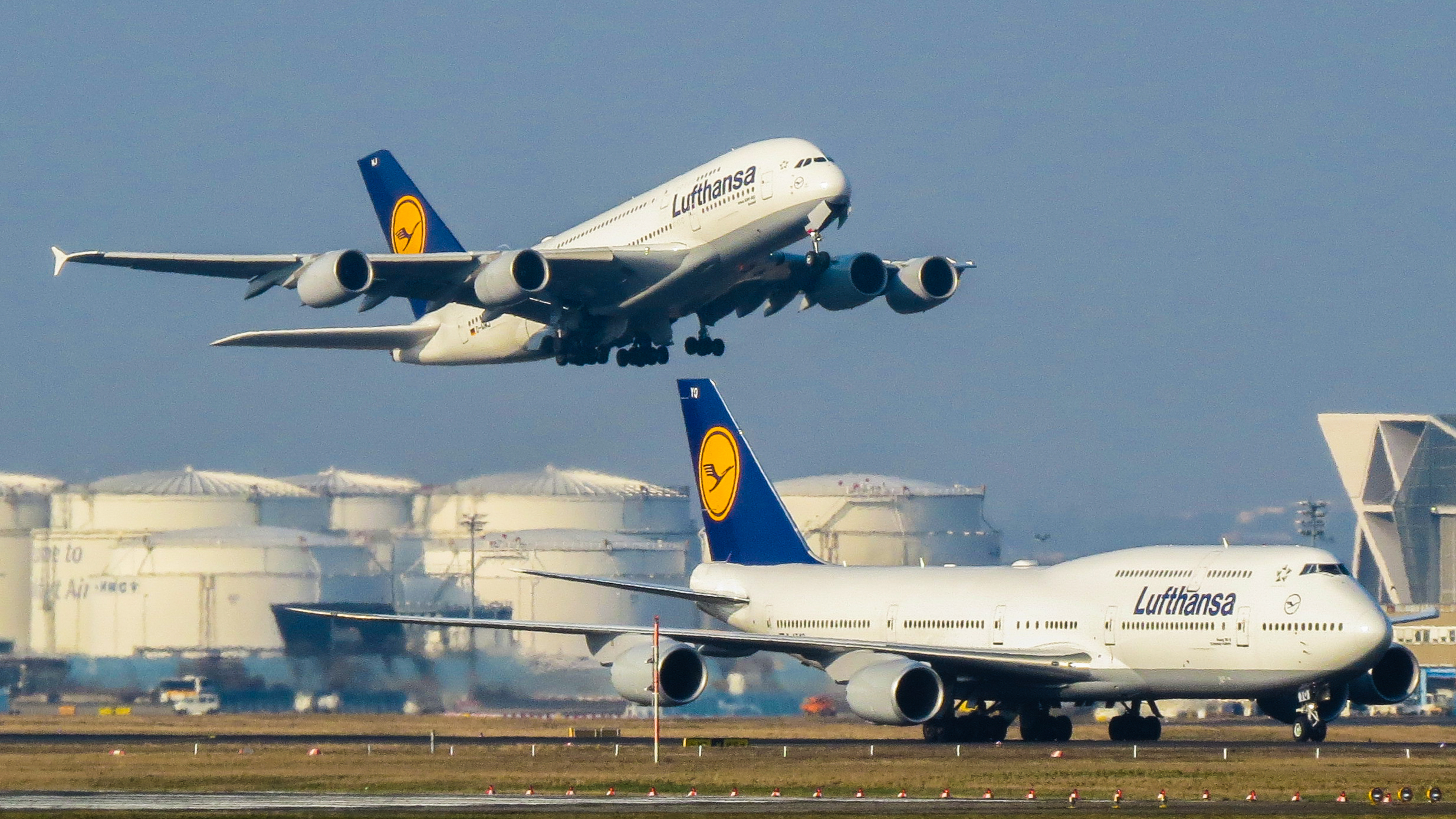
Airbus A380 y Boeing 747-8 de Lufthansa en el Aeropuerto de Frankfurt.

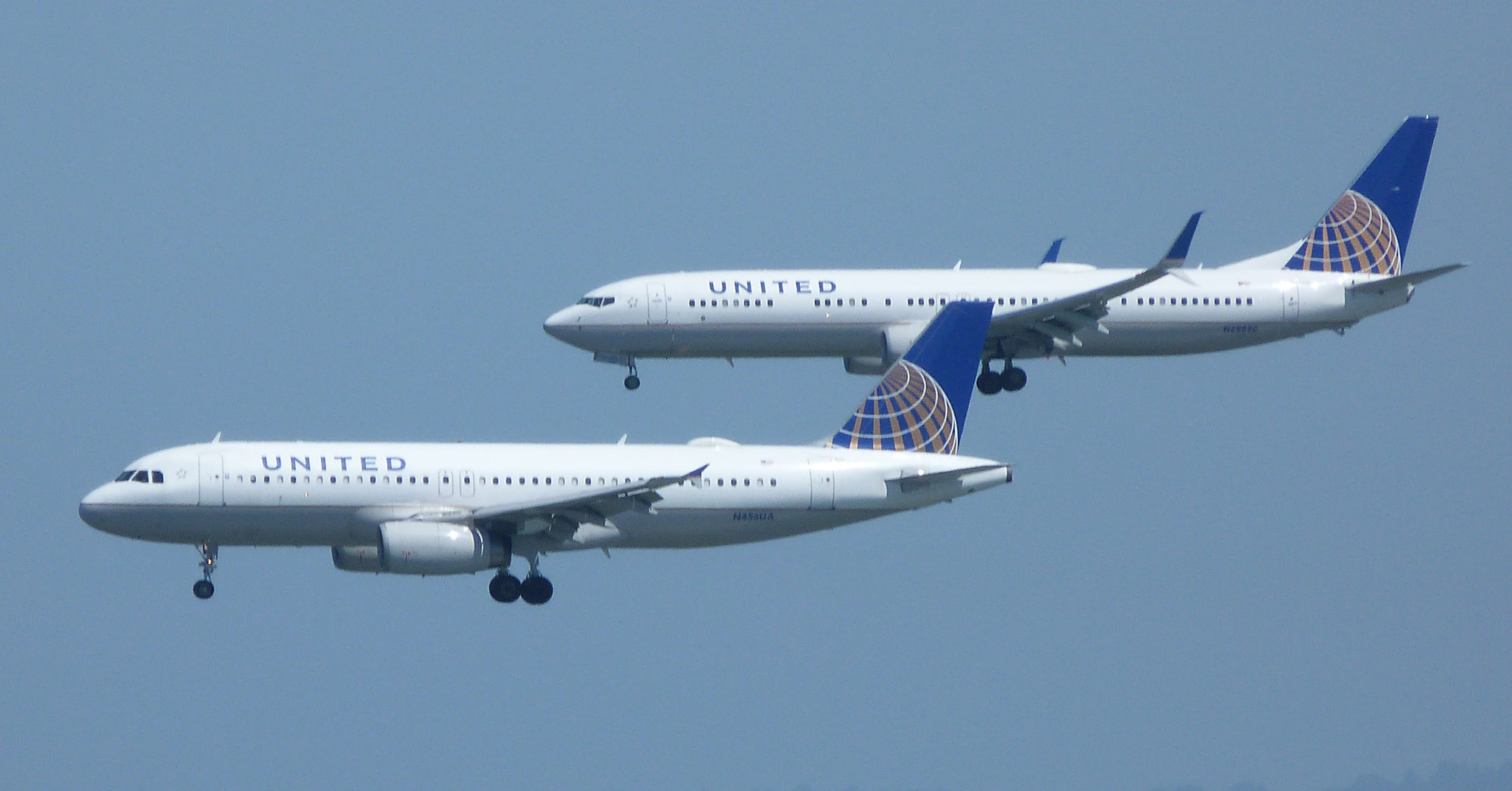
Airbus A320 y Boeing 737-900 de United Airlines antes del aterrizaje.

La competencia entre Airbus y Boeing se ha caracterizado como un duopolio en el mercado mundial de avión de reacción desde los años noventa, tanto en el sector civil como en el militar. Esto se debió a una serie de fusiones dentro de la industria aeroespacial mundial, con Airbus comenzando como un consorcio europeo, EADS, mientras que el estadounidense Boeing absorbió a su anterior rival, McDonnell Douglas, en una fusión en 1997. Otros fabricantes, como Lockheed Martin, Convair y Fairchild Aircraft en los Estados Unidos, y British Aerospace y Fokker en Europa, ya no estaban en condiciones de competir efectivamente y se retiraron de este mercado. En junio de 2021, la Comisión Europea y el Gobierno estadounidense alcanzan un acuerdo mutuo entre la UE y EE. UU. para poner fin al litigio más prolongado en la Organización Mundial del Comercio.
En los diez años de 2004 a 2014, Airbus ha recibido 8933 unidades pedidas mientras que entregó 4824, y Boeing ha recibido 8428 unidades pedidas mientras que entregaba 4458. En medio de su intensa competencia, cada empresa acusa regularmente a la otra de recibir ayuda pública injusta de sus respectivos gobiernos.
Desde el año 2011 Airbus se convierte en el mayor fabricante de aviones y equipos aeroespaciales del mundo superando así a Boeing.

## Productos competidores

### Capacidad de pasajeros y comparación de rangos
Airbus y Boeing cuentan con amplias gamas de productos, incluyendo aviones de un solo pasillo y de gran cuerpo que cubren una variedad de combinaciones de capacidad y alcance.

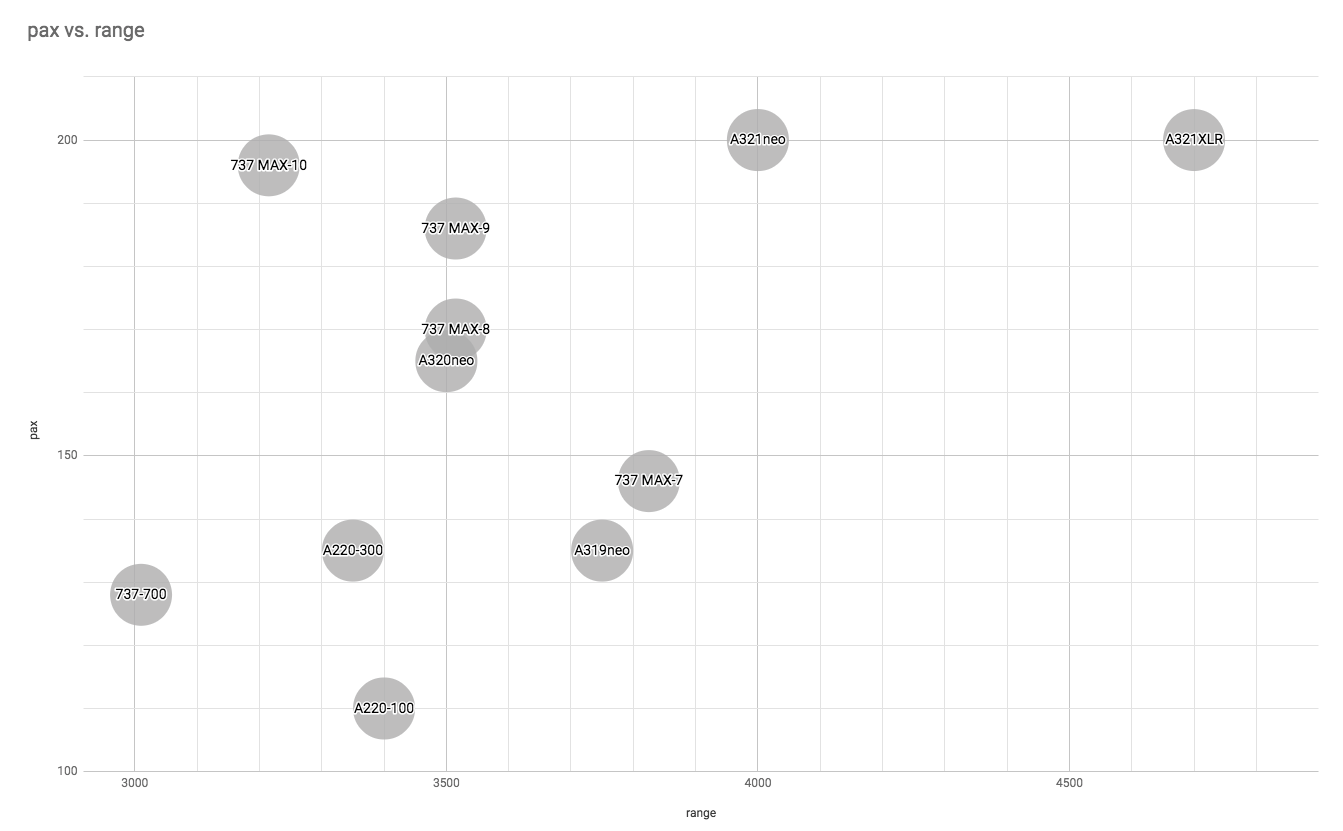
Fuselaje estrecho

#### Fuselaje estrecho

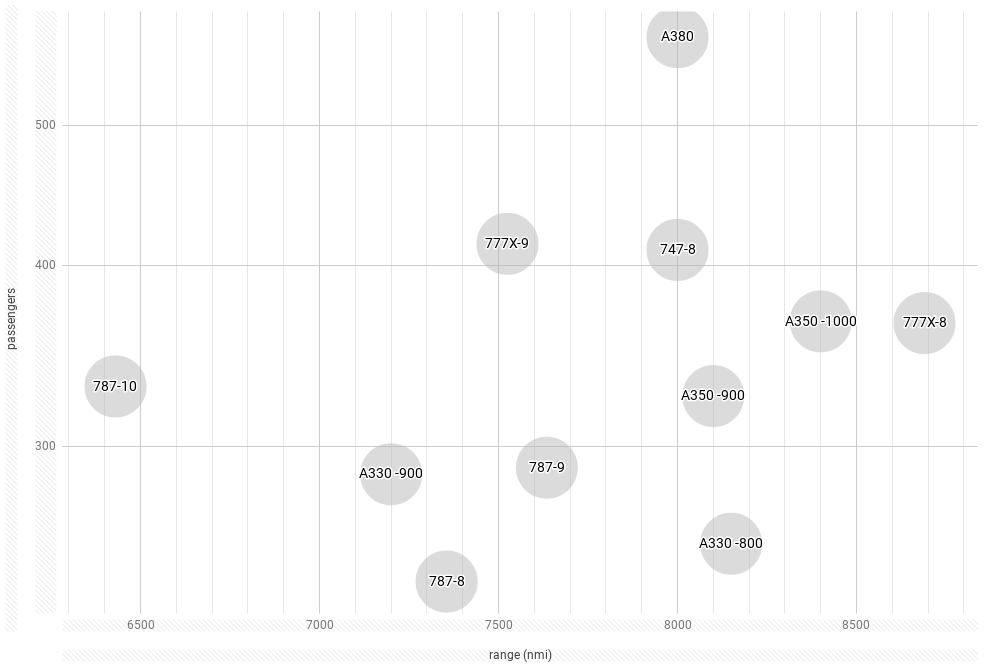
Fuselaje ancho

| Modelo           | longitud | envergadura | MTOW    | pax | alcance | precio de lista (USD) |
| ---------------- | -------- | ----------- | ------- | --- | ------- | --------------------- |
| Airbus A319neo   | 33.84 m  | 35.8 m      | 75.5 t  | 140 | 6945 km | $99.5M                |
| Boeing 737 MAX-7 | 35.6 m   | 35.9 m      | 80.3 t  | 138 | 7084 km | $92.2M                |
| Airbus A320neo   | 37.57 m  | 35.8 m      | 79 t    | 165 | 6482 km | $112.4M               |
| Boeing 737 MAX-8 | 39.5 m   | 35.9 m      | 82.19 t | 162 | 6510 km | $110M                 |
| Boeing 737 MAX-9 | 42.2 m   | 35.9 m      | 88.31 t | 180 | 6510 km | $119.2M               |
| Airbus A321neo   | 44.51 m  | 35.8 m      | 97 t    | 206 | 7408 km | $127M                 |

Mientras que el 737NG superó a la familia A320ceo desde su introducción en 1998, todavía está rezagado en general con 7033 pedidos contra 7940 en enero de 2016. Airbus recibió 4471 órdenes desde el lanzamiento de A320neo en diciembre de 2010, mientras que el 737 MAX 3072 de agosto de 2011 hasta enero de 2016. En el mismo período, el neo tenía 3355 órdenes. A lo largo de agosto, Airbus tiene una cuota de mercado del 59.4 % del mercado de un solo pasillo rearmado, mientras que Boeing tenía un 40.6 %; Boeing tiene dudas sobre el exceso de pedidos de neo A320 por los nuevos operadores y espera reducir la brecha con reemplazos no ya ordenados.
Flightglobal prevé 26 860 entregas de pasillo único por un valor de 1360 millones de dólares a una tasa de crecimiento anual compuesto del 5 % para el período 2016‑2035, con una cuota de mercado de 45 % para Airbus (12 090), 43 % para Boeing (11 550), 5 % para Bombardier Aerospace (1340), 4 % para COMAC (1070) y 3 % para Irkut Corporation (810); Airbus predice 23 531 y Boeing 28 140. Los pasillos individuales generan una gran mayoría de beneficios para ambos, seguidos de pasillos gemelos heredados como el A330 y el B777: Kevin Michaels de AeroDynamic Advisory estima que los 737 tienen un margen de beneficio del 30 % y el 777 clásico del 20 %.

#### Fuselaje ancho
| Modelo             | longitud | envergadura | MTOW     | pax     | alcance   | precio de lista (USD) |
| ------------------ | -------- | ----------- | -------- | ------- | --------- | --------------------- |
| 787-8              | 56.69 m  | 60.17 m     | 227.93 t | 242     | 13 621 km | $229.5M               |
| Airbus A330neo-800 | 58.82 m  | 64 m        | 242 t    | 257     | 13 890 km | $254.8M               |
| A350-800           | 60.45 m  | 64.75 m     | 259 t    | 280     | 15 186 km | $275.1M               |
| 787-9              | 63 m     | 60.17 m     | 254 t    | 290     | 13 955 km | $270.4M               |
| Airbus A330neo-900 | 63.66 m  | 64 m        | 242 t    | 287     | 12 131 km | $290.6M               |
| A350-900           | 66.80 m  | 64.75 m     | 280 t    | 325     | 15 001 km | $311.2M               |
| 787-10             | 68.27 m  | 60.17 m     | 254 t    | 330     | 11 908 km | $312.8M               |
| Boeing 777X-8      | 69.8 m   | 71.8 m      | 351.5 t  | 350-375 | 16 112 km | $379.2M               |
| A350-1000          | 73.79 m  | 64.75 m     | 308 t    | 366     | 14 723 km | $359.3M               |
| Boeing 777X-9      | 76.7 m   | 71.8 m      | 351.5 t  | 414     | 14 075 km | $408.8M               |

| Modelo       | longitud | envergadura | MTOW    | pax | alcance   | precio de lista (USD) |
| ------------ | -------- | ----------- | ------- | --- | --------- | --------------------- |
| A380         | 72.72 m  | 79.75 m     | 575 t   | 544 | 15 186 km | $436.9M               |
| Boeing 747-8 | 76.3 m   | 68.4 m      | 447.7 t | 410 | 14 316 km | $386.8M               |

## Pedidos y entregas
A Boeing le llevó cuarenta y dos años y un mes entregar 10 000 aviones de su serie 7 (octubre de 1958 a noviembre de 2000) y cuarenta y dos años y cinco meses para que Airbus alcanzara el mismo hito (mayo de 1974 a octubre de 2016). Las entregas de Boeing superaron considerablemente las de Airbus a lo largo de los años ochenta. En la década de 1990 esta ventaja se redujo significativamente, pero Boeing se mantuvo por delante de Airbus. En la década de 2000 Airbus asumió el liderazgo en aviones de fuselaje estrecho. Para el año 2010, poca diferencia existe entre Airbus y Boeing ya sea en la categoría de fuselaje ancho o de fuselaje estrecho o en la gama que ambos ofrecen.
| | 2018 | 2017 | 2016 | 2015 | 2014 | 2013 | 2012 | 2011 | 2010 | 2009 | 2008 | 2007 | 2006 | 2005 | 2004 | 2003 | 2002 | 2001 | 2000 | 1999 | 1998 | 1997 | 1996 | 1995 | 1994 | 1993 | 1992 | 1991 | 1990 | 1989 |
| Airbus | 45   | 1109 | 731  | 1080 | 1456 | 1503 | 833  | 1419 | 574  | 271  | 777  | 1341 | 790  | 1055 | 370  | 284  | 300  | 375  | 520  | 476  | 556  | 460  | 326  | 106  | 125  | 38   | 136  | 101  | 404  | 421  |
| Boeing | 221  | 912  | 668  | 768  | 1432 | 1355 | 1203 | 805  | 530  | 142  | 662  | 1413 | 1044 | 1002 | 272  | 239  | 251  | 314  | 588  | 355  | 606  | 532  | 664  | 379  | 112  | 220  | 230  | 240  | 456  | 563  |
| Fuente: Airbus órdenes & entregas hasta el 31 de marzo de 2018 Boeing órdenes hasta el 31 de marzo de 2018 |      |      |      |      |      |      |      |      |      |      |      |      |      |      |      |      |      |      |      |      |      |      |      |      |      |      |      |      |      |      |

| | 2018 | 2017 | 2016 | 2015 | 2014 | 2013 | 2012 | 2011 | 2010 | 2009 | 2008 | 2007 | 2006 | 2005 | 2004 | 2003 | 2002 | 2001 | 2000 | 1999 | 1998 | 1997 | 1996 | 1995 | 1994 | 1993 | 1992 | 1991 | 1990 | 1989 |
| Airbus | 121  | 718  | 688  | 635  | 629  | 626  | 588  | 534  | 510  | 498  | 483  | 453  | 434  | 378  | 320  | 305  | 303  | 325  | 311  | 294  | 229  | 182  | 126  | 124  | 123  | 138  | 157  | 163  | 95   | 105  |
| Boeing | 184  | 763  | 748  | 762  | 723  | 648  | 601  | 477  | 462  | 481  | 375  | 441  | 398  | 290  | 285  | 281  | 381  | 527  | 491  | 620  | 563  | 346  | 219  | 207  | 272  | 330  | 446  | 435  | 385  | 491  |
| Fuente: Airbus órdenes & entregas hasta el 31 de marzo de 2018 Boeing entregas hasta el 31 de marzo de 2018 The former McDonnell Douglas MD-80, the MD-90 and the MD-11 are included in Boeing deliveries since MD's August 1997 merger with Boeing. |      |      |      |      |      |      |      |      |      |      |      |      |      |      |      |      |      |      |      |      |      |      |      |      |      |      |      |      |      |      |

| Fabricante | Clase             | Producto | 2017    | 2017     | 2017       | Entregas históricas * |
| Fabricante | Clase             | Producto | Órdenes | Entregas | Pendientes | Entregas históricas * |
| --- | ----------------- | -------- | ------- | -------- | ---------- | --------------------- |
| Airbus | Fuselaje estrecho | A320     | 1054    | 558      | 6141       | 7979                  |
| Airbus | Fuselaje ancho    | A300     |         |          |            | 561                   |
| Airbus | Fuselaje ancho    | A310     |         |          |            | 255                   |
| Airbus | Fuselaje ancho    | A330     | 21      | 67       | 317        | 1390                  |
| Airbus | Fuselaje ancho    | A340     |         |          |            | 377                   |
| Airbus | Fuselaje ancho    | A350     | 36      | 78       | 712        | 142                   |
| Airbus | Fuselaje ancho    | A380     | -2      | 15       | 95         | 222                   |
| Airbus | Total             | Total    | 1109    | 718      | 7265       | 10 926                |
| |                   |          |         |          |            |                       |
| Boeing | Fuselaje estrecho | 707      |         |          |            | 1010                  |
| Boeing | Fuselaje estrecho | 717      |         |          |            | 155                   |
| Boeing | Fuselaje estrecho | 727      |         |          |            | 1831                  |
| Boeing | Fuselaje estrecho | 737      | 745     | 529      | 4668       | 9864                  |
| Boeing | Fuselaje estrecho | 757      |         |          |            | 1049                  |
| Boeing | Fuselaje ancho    | 747      | -2      | 14       | 12         | 1542                  |
| Boeing | Fuselaje ancho    | 767      | 15      | 10       | 98         | 1106                  |
| Boeing | Fuselaje ancho    | 777      | 60      | 74       | 428        | 1534                  |
| Boeing | Fuselaje ancho    | 787      | 94      | 136      | 658        | 636                   |
| Boeing | Total             | Total    | 912     | 763      | 5864       | 18 727                |
| * Entregas históricas son todos los aviones de reacción de Boeing desde 1958 y Airbus desde 1974 hasta el 31 de diciembre de 2017 |                   |          |         |          |            |                       |

|                  | 707  | 717 | 727  | 737  | 747  | 757   | 767   | 777   | 787 | Boeing | A300 | A310 | A320 | A330 | A340 | A350 | A380 | Airbus |
| 1974             | 21   |     | 91   | 55   | 22   |       |       |       |     | 189    | 4    |      |      |      |      |      |      | 4      |
| 1975             | 7    |     | 91   | 51   | 21   |       |       |       |     | 170    | 8    |      |      |      |      |      |      | 8      |
| 1976             | 9    |     | 61   | 41   | 27   |       |       |       |     | 138    | 13   |      |      |      |      |      |      | 13     |
| 1977             | 8    |     | 67   | 25   | 20   |       |       |       |     | 120    | 15   |      |      |      |      |      |      | 15     |
| 1978             | 13   |     | 118  | 40   | 32   |       |       |       |     | 203    | 15   |      |      |      |      |      |      | 15     |
| 1979             | 6    |     | 136  | 77   | 67   |       |       |       |     | 286    | 26   |      |      |      |      |      |      | 26     |
| 1980             | 3    |     | 131  | 92   | 73   |       |       |       |     | 299    | 39   |      |      |      |      |      |      | 39     |
| 1981             | 2    |     | 94   | 108  | 53   |       |       |       |     | 257    | 38   |      |      |      |      |      |      | 38     |
| 1982             | 8    |     | 26   | 95   | 26   | 2     | 20    |       |     | 177    | 46   |      |      |      |      |      |      | 46     |
| 1983             | 8    |     | 11   | 82   | 22   | 25    | 55    |       |     | 203    | 19   | 17   |      |      |      |      |      | 36     |
| 1984             | 8    |     | 8    | 67   | 16   | 18    | 29    |       |     | 146    | 19   | 29   |      |      |      |      |      | 48     |
| 1985             | 3    |     |      | 115  | 24   | 36    | 25    |       |     | 203    | 16   | 26   |      |      |      |      |      | 42     |
| 1986             | 4    |     |      | 141  | 35   | 35    | 27    |       |     | 242    | 10   | 19   |      |      |      |      |      | 29     |
| 1987             | 9    |     |      | 161  | 23   | 40    | 37    |       |     | 270    | 11   | 21   |      |      |      |      |      | 32     |
| 1988             |      |     |      | 165  | 24   | 48    | 53    |       |     | 290    | 17   | 28   | 16   |      |      |      |      | 61     |
| 1989             | 5    |     |      | 146  | 45   | 51    | 37    |       |     | 284    | 24   | 23   | 58   |      |      |      |      | 105    |
| 1990             | 4    |     |      | 174  | 70   | 77    | 60    |       |     | 385    | 19   | 18   | 58   |      |      |      |      | 95     |
| 1991             | 14   |     |      | 215  | 64   | 80    | 62    |       |     | 435    | 25   | 19   | 119  |      |      |      |      | 163    |
| 1992             | 5    |     |      | 218  | 61   | 99    | 63    |       |     | 446    | 22   | 24   | 111  |      |      |      |      | 157    |
| 1993             |      |     |      | 152  | 56   | 71    | 51    |       |     | 330    | 22   | 22   | 71   | 1    | 22   |      |      | 138    |
| 1994             | 1    |     |      | 121  | 40   | 69    | 41    |       |     | 272    | 23   | 2    | 64   | 9    | 25   |      |      | 123    |
| 1995             |      |     |      | 89   | 25   | 43    | 37    | 13    |     | 207    | 17   | 2    | 56   | 30   | 19   |      |      | 124    |
| 1996             |      |     |      | 76   | 26   | 42    | 43    | 32    |     | 219    | 14   | 2    | 72   | 10   | 28   |      |      | 126    |
| 1997             |      |     |      | 135  | 39   | 46    | 42    | 59    |     | 321    | 6    | 2    | 127  | 14   | 33   |      |      | 182    |
| 1998             |      |     |      | 282  | 53   | 54    | 47    | 74    |     | 510    | 13   | 1    | 168  | 23   | 24   |      |      | 229    |
| 1999             |      | 12  |      | 320  | 47   | 67    | 44    | 83    |     | 573    | 8    |      | 222  | 44   | 20   |      |      | 294    |
| 2000             |      | 32  |      | 282  | 25   | 45    | 44    | 55    |     | 483    | 8    |      | 241  | 43   | 19   |      |      | 311    |
| 2001             |      | 49  |      | 299  | 31   | 45    | 40    | 61    |     | 525    | 11   |      | 257  | 35   | 22   |      |      | 325    |
| 2002             |      | 20  |      | 223  | 27   | 29    | 35    | 47    |     | 381    | 9    |      | 236  | 42   | 16   |      |      | 303    |
| 2003             |      | 12  |      | 173  | 19   | 14    | 24    | 39    |     | 281    | 8    |      | 233  | 31   | 33   |      |      | 305    |
| 2004             |      | 12  |      | 202  | 15   | 11    | 9     | 36    |     | 285    | 12   |      | 233  | 47   | 28   |      |      | 320    |
| 2005             |      | 13  |      | 212  | 13   | 2     | 10    | 40    |     | 290    | 9    |      | 289  | 56   | 24   |      |      | 378    |
| 2006             |      | 5   |      | 302  | 14   |       | 12    | 65    |     | 398    | 9    |      | 339  | 62   | 24   |      |      | 434    |
| 2007             |      |     |      | 330  | 16   |       | 12    | 83    |     | 441    | 6    |      | 367  | 68   | 11   |      | 1    | 453    |
| 2008             |      |     |      | 290  | 14   |       | 10    | 61    |     | 375    |      |      | 386  | 72   | 13   |      | 12   | 483    |
| 2009             |      |     |      | 372  | 8    |       | 13    | 88    |     | 481    |      |      | 402  | 76   | 10   |      | 10   | 498    |
| 2010             |      |     |      | 376  |      |       | 12    | 74    |     | 462    |      |      | 401  | 87   | 4    |      | 18   | 510    |
| 2011             |      |     |      | 372  | 9    |       | 20    | 73    | 3   | 477    |      |      | 421  | 87   |      |      | 26   | 534    |
| 2012             |      |     |      | 415  | 31   |       | 26    | 83    | 46  | 601    |      |      | 455  | 101  | 2    |      | 30   | 588    |
| 2013             |      |     |      | 440  | 24   |       | 21    | 98    | 65  | 648    |      |      | 493  | 108  |      |      | 25   | 626    |
| 2014             |      |     |      | 485  | 19   |       | 6     | 99    | 114 | 723    |      |      | 490  | 108  |      | 1    | 30   | 629    |
| 2015             |      |     |      | 495  | 18   |       | 16    | 98    | 135 | 762    |      |      | 491  | 103  |      | 14   | 27   | 635    |
| 2016             |      |     |      | 490  | 9    |       | 13    | 99    | 137 | 748    |      |      | 545  | 66   |      | 49   | 28   | 688    |
| 2017             |      |     |      | 529  | 14   |       | 10    | 74    | 136 | 763    |      |      | 558  | 67   |      | 78   | 15   | 718    |
| 2018             |      |     |      | 132  | 2    |       | 4     | 12    | 34  | 184    |      |      | 95   | 8    |      | 17   | 1    | 121    |
| Total (All-time) | 1010 | 155 | 1831 | 9996 | 1544 | 1 049 | 1 110 | 1 546 | 670 | 18 911 | 561  | 255  | 8074 | 1390 | 377  | 159  | 223  | 11 047 |
|                  | 707  | 717 | 727  | 737  | 747  | 757   | 767   | 777   | 787 |        | A300 | A310 | A320 | A330 | A340 | A350 | A380 |        |

| Avión comercial | Europa            | Europa         | América del Norte | América del Norte | América Latina y el Caribe | América Latina y el Caribe | Asia-Pacífico     | Asia-Pacífico  | Oriente Medio     | Oriente Medio  | África            | África         | Leasing Companies | Leasing Companies | VIP-Gov-Otros     | VIP-Gov-Otros  | Total |
| Avión comercial | fuselaje estrecho | fuselaje ancho | fuselaje estrecho | fuselaje ancho    | fuselaje estrecho          | fuselaje ancho             | fuselaje estrecho | fuselaje ancho | fuselaje estrecho | fuselaje ancho | fuselaje estrecho | fuselaje ancho | fuselaje estrecho | fuselaje ancho    | fuselaje estrecho | fuselaje ancho | Total |
| --------------- | ----------------- | -------------- | ----------------- | ----------------- | -------------------------- | -------------------------- | ----------------- | -------------- | ----------------- | -------------- | ----------------- | -------------- | ----------------- | ----------------- | ----------------- | -------------- | ----- |
| 707             | 139               |                | 582               |                   | 21                         |                            | 73                |                | 37                |                | 31                |                |                   |                   | 127               |                | 1010  |
| 717             | 9                 |                | 125               |                   |                            |                            | 10                |                |                   |                |                   |                | 11                |                   |                   |                | 155   |
| 727             | 210               |                | 1301              |                   | 89                         |                            | 106               |                | 36                |                | 54                |                | 25                |                   | 10                |                | 1831  |
| 737 Original    | 284               |                | 455               |                   | 60                         |                            | 138               |                | 44                |                | 94                |                | 34                |                   | 35                |                | 1144  |
| 737 Classic     | 457               |                | 691               |                   | 18                         |                            | 276               |                |                   |                | 27                |                | 513               |                   | 6                 |                | 1988  |
| 737NG           | 1163              |                | 1609              |                   | 213                        |                            | 1404              |                | 88                |                | 143               |                | 1301              |                   | 282               |                | 6203  |
| 737 MAX         |                   |                |                   |                   |                            |                            |                   |                |                   |                |                   |                |                   |                   |                   |                |       |
| A320ceo         | 1639              |                | 1029              |                   | 521                        |                            | 1734              |                | 207               |                | 103               |                | 2004              |                   | 116               |                | 7353  |
| A320neo         | 18                |                | 4                 |                   | 4                          |                            | 24                |                |                   |                |                   |                | 18                |                   |                   |                | 68    |
| 757             | 172               |                | 634               |                   |                            |                            | 83                |                | 10                |                | 7                 |                | 137               |                   | 6                 |                | 1049  |
| 767             |                   | 115            |                   | 447               |                            | 60                         |                   | 264            |                   | 28             |                   | 19             |                   | 149               |                   | 14             | 1096  |
| A300            |                   | 101            |                   | 179               |                            | 9                          |                   | 187            |                   | 32             |                   | 28             |                   | 22                |                   | 3              | 561   |
| A310            |                   | 114            |                   | 39                |                            | 4                          |                   | 48             |                   | 27             |                   | 13             |                   | 7                 |                   | 3              | 255   |
| 777             |                   | 194            |                   | 211               |                            | 12                         |                   | 538            |                   | 246            |                   | 30             |                   | 207               |                   | 22             | 1460  |
| 777X            |                   |                |                   |                   |                            |                            |                   |                |                   |                |                   |                |                   |                   |                   |                |       |
| A330ceo         |                   | 203            |                   | 90                |                            | 41                         |                   | 458            |                   | 114            |                   | 38             |                   | 339               |                   | 40             | 1323  |
| A330neo         |                   |                |                   |                   |                            |                            |                   |                |                   |                |                   |                |                   |                   |                   |                |       |
| A340            |                   | 179            |                   | 10                |                            | 4                          |                   | 80             |                   | 35             |                   | 22             |                   | 33                |                   | 14             | 377   |
| 787             |                   | 67             |                   | 72                |                            | 31                         |                   | 198            |                   | 48             |                   | 29             |                   | 50                |                   | 5              | 500   |
| A350            |                   | 8              |                   |                   |                            | 7                          |                   | 24             |                   | 13             |                   |                |                   | 12                |                   |                | 64    |
| 747             |                   | 366            |                   | 280               |                            | 13                         |                   | 637            |                   | 63             |                   | 31             |                   | 14                |                   | 14             | 1418  |
| 747-8           |                   | 43             |                   | 10                |                            |                            |                   | 47             |                   |                |                   |                |                   |                   |                   | 10             | 110   |
| A380            |                   | 36             |                   |                   |                            |                            |                   | 64             |                   | 107            |                   |                |                   |                   |                   |                | 207   |
| Total           | 4091              | 1426           | 6430              | 1338              | 926                        | 181                        | 3848              | 2545           | 422               | 713            | 459               | 210            | 4043              | 833               | 582               | 125            | 28172 |

Boeing/ Airbus
|       | fuselaje estrecho | fuselaje ancho | Boeing | fuselaje estrecho | fuselaje ancho | Airbus | Ratio B:A |
| 1980s | 1747              | 624            | 2371   | 74                | 402            | 476    | 4.98:1    |
| 1990s | 2466              | 1232           | 3698   | 1068              | 563            | 1631   | 2.27:1    |
| 2000s | 2974              | 966            | 3940   | 2983              | 827            | 3810   | 1.03:1    |
| 2010s | 3602              | 1582           | 5184   | 3854              | 1074           | 4928   | 1.05:1    |
| Total | 13 909            | 4818           | 18 727 | 7979              | 2947           | 10 926 |           |

|                                                                                   | 707 | 717 | 727 | 737  | 747 | 757  | 767 | 777  | 787 | Boeing | A300 | A310 | A320 | A330 | A340 | A350 | A380 | Airbus | Razón B:A |
| 2006                                                                              | 68  | 155 | 620 | 4328 | 989 | 996  | 862 | 575  |     | 8593   | 408  | 199  | 2761 | 418  | 306  |      |      | 4092   | 2.09:1    |
| 2007                                                                              | 63  | 155 | 561 | 4583 | 985 | 1000 | 880 | 640  |     | 8867   | 392  | 193  | 3095 | 481  | 330  |      |      | 4491   | 1.97:1    |
| 2008                                                                              | 61  | 154 | 500 | 4761 | 955 | 980  | 873 | 714  |     | 8998   | 387  | 194  | 3395 | 533  | 330  |      | 4    | 4843   | 1.86:1    |
| 2009                                                                              | 58  | 142 | 442 | 4928 | 947 | 970  | 864 | 780  |     | 9131   | 376  | 188  | 3737 | 607  | 345  |      | 16   | 5269   | 1.73:1    |
| 2010                                                                              | 39  | 147 | 398 | 5153 | 915 | 945  | 863 | 858  |     | 9318   | 348  | 160  | 4092 | 675  | 342  |      | 30   | 5647   | 1.65:1    |
| 2011                                                                              | 10  | 130 | 250 | 5177 | 736 | 898  | 837 | 924  |     | 8962   | 296  | 121  | 4392 | 766  | 332  |      | 50   | 5957   | 1.50:1    |
| 2012                                                                              | 2   | 143 | 169 | 5357 | 690 | 860  | 838 | 1017 | 15  | 9091   | 262  | 102  | 4803 | 848  | 312  |      | 76   | 6403   | 1.42:1    |
| 2013                                                                              |     | 148 | 109 | 5458 | 627 | 855  | 821 | 1094 | 68  | 9180   | 234  | 84   | 5170 | 927  | 298  |      | 106  | 6819   | 1.35:1    |
| 2014                                                                              |     | 154 | 87  | 5782 | 585 | 812  | 795 | 1188 | 163 | 9564   | 216  | 71   | 5632 | 1020 | 266  |      | 136  | 7341   | 1.30:1    |
| 2015                                                                              |     | 136 | 69  | 6135 | 571 | 738  | 765 | 1265 | 286 | 9965   | 207  | 62   | 6050 | 1095 | 227  | 5    | 167  | 7813   | 1.28:1    |
| 2016                                                                              |     | 154 | 64  | 6512 | 515 | 688  | 742 | 1324 | 423 | 10 422 | 210  | 47   | 6510 | 1154 | 196  | 29   | 193  | 8339   | 1.25:1    |
| 2017                                                                              |     | 154 | 57  | 6864 | 489 | 689  | 744 | 1387 | 554 | 10 938 | 211  | 37   | 6965 | 1214 | 176  | 92   | 212  | 8907   | 1.23:1    |
|                                                                                   | 707 | 717 | 727 | 737  | 747 | 757  | 767 | 777  | 787 |        | A300 | A310 | A320 | A330 | A340 | A350 | A380 |        |           |
| World Airliner Census 2006 2007 2008 2009 2010 2011 2012 2013 2014 2015 2016 2017 |     |     |     |      |     |      |     |      |     |        |      |      |      |      |      |      |      |        |           |

Las aeronaves comerciales en servicio de la familia Airbus A320 family, superó por primera vez en la historia de la aviación a la serie Boeing 737 en el año 2017.

## Controversias

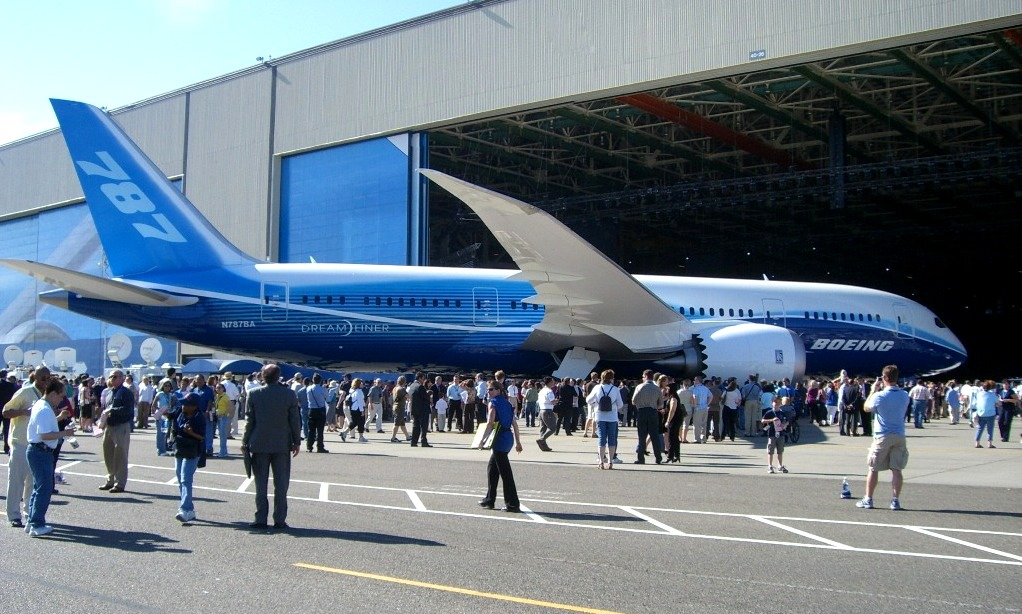
Boeing 787 Dreamliner (arriba) compite con el Airbus A330 y el Airbus A350 en el mercado de medio y largo alcance.

### Subvenciones

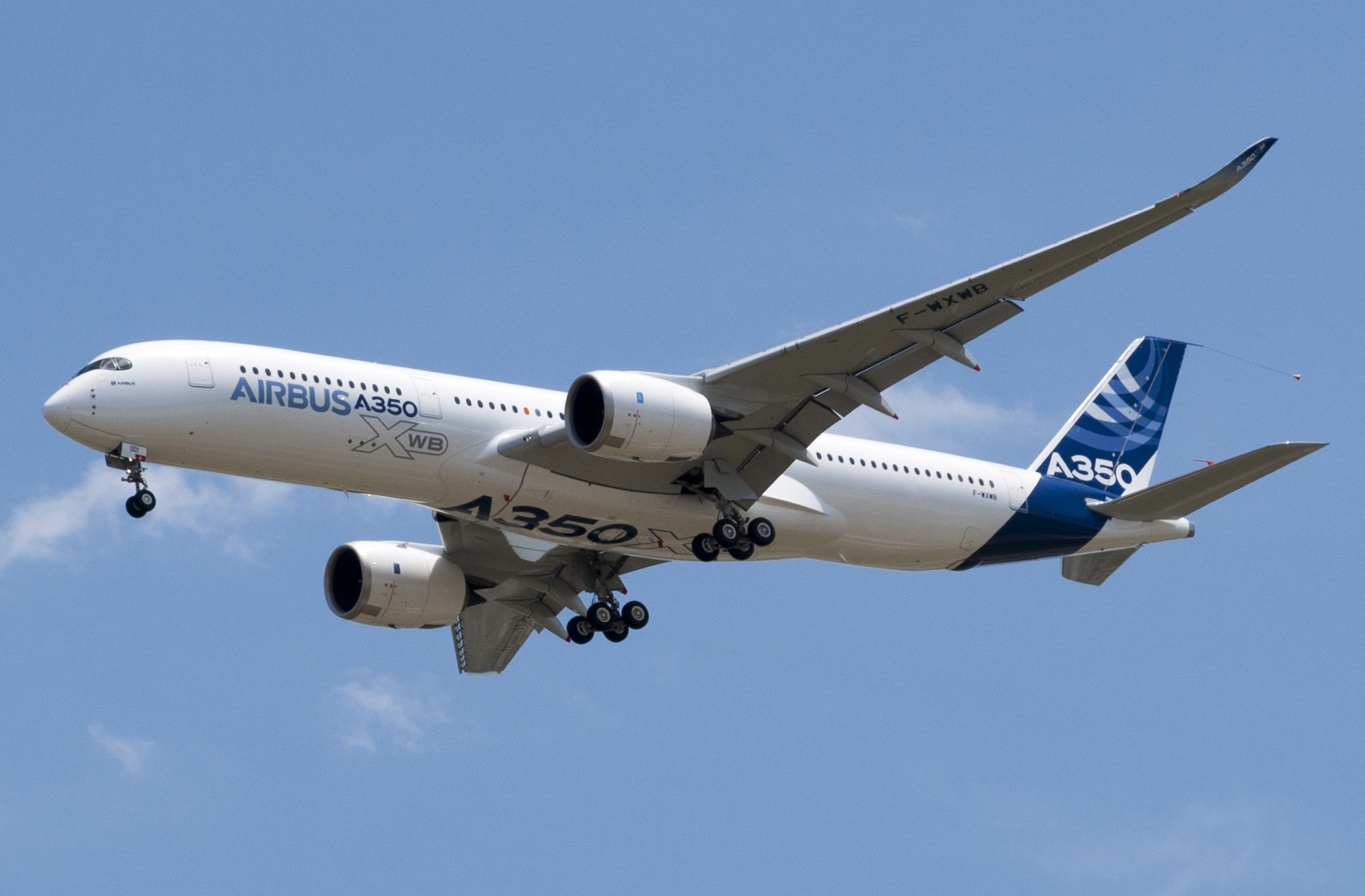
El Airbus A350 ha recibido más pedidos que su competencia el Boeing 787.

Boeing ha protestado continuamente por la ayuda de lanzamiento en forma de créditos a Airbus, mientras que Airbus ha argumentado que Boeing recibe subsidios ilegales a través de contratos militares y de investigación y exenciones fiscales.
En julio de 2004, Harry Stonecipher (entonces CEO de Boeing) acusó a Airbus de abusar de un acuerdo bilateral de 1992 entre UE-EE.UU. en relación con el apoyo de grandes aviones civiles de los gobiernos. Airbus recibe una inversión de lanzamiento reembolsable (RLI, llamada «ayuda de lanzamiento» por los Estados Unidos) de la Comisión Europea y los gobiernos europeos con el dinero pagado con intereses, más regalías indefinidas si el avión era un éxito comercial. Airbus sostiene que este sistema es plenamente compatible con el acuerdo de 1992 y las normas de la OMC. El acuerdo permite que el 33 % del costo del programa se cubra con préstamos gubernamentales, los cuales serán reembolsados en un plazo de diecisiete años con intereses y regalías. Estos préstamos se mantienen a una tasa de interés mínima igual al costo de los préstamos del gobierno más 0.25 %, lo que sería inferior a las tasas de mercado disponibles para Airbus sin el apoyo del gobierno. Airbus sostiene que desde la firma del Acuerdo de 1992 entre UE-EE. UU., ha reembolsado a la Comisión y a los gobiernos europeos más de $6700 millones y que es un 40 % más de lo que ha recibido.
Airbus sostiene que los contratos militares de barril porcino (Pork barrel en inglés) adjudicados a Boeing (el segundo mayor contratista de defensa estadounidense), son en efecto una forma de subsidio (véase la controversia de contratación militar de Boeing KC-767 vs EADS (Airbus) KC-45). El apoyo del gobierno estadounidense al desarrollo de tecnología a través de la NASA también brinda apoyo a Boeing. En sus productos recientes como el 787, Boeing también ha recibido el apoyo de gobiernos locales y estatales. La matriz de Airbus, EADS, es un contratista militar y se le paga para desarrollar y construir proyectos como el avión de transporte Airbus A400M y otros aviones militares.
En enero de 2005, los representantes comerciales de la Unión Europea y Estados Unidos Peter Mandelson y Robert Zoellick, acordaron conversaciones encaminadas a resolver las crecientes tensiones. Estas conversaciones no tuvieron éxito, con la disputa cada vez más mordaz en lugar de acercarse a un acuerdo.